# Moselbrücke Bernkastel-Kues
Die Moselbrücke Bernkastel-Kues ist eine Straßenbrücke der Landesstraße 47 über die Mosel in der rheinland-pfälzischen Stadt Bernkastel-Kues. Das 1995 fertiggestellte Bauwerk im touristischen Zentrum der Stadt zeichnet sich durch besonders breite Fußgängerwege und bei den Strompfeilern angegliederte Aussichtsplattformen aus. Sie ist bereits die vierte feste Brücke, welche die Stadtteile Bernkastel und Kues am Mosel-Kilometer 129,41 verbindet, deren Vorläufer erstmals 1874 gebaut, 1933 neu gebaut und 1945 gesprengt, sowie in zwei Etappen 1947 und 1954 wiederaufgebaut wurden.

## Historie

### Erste feste Brücke 1874

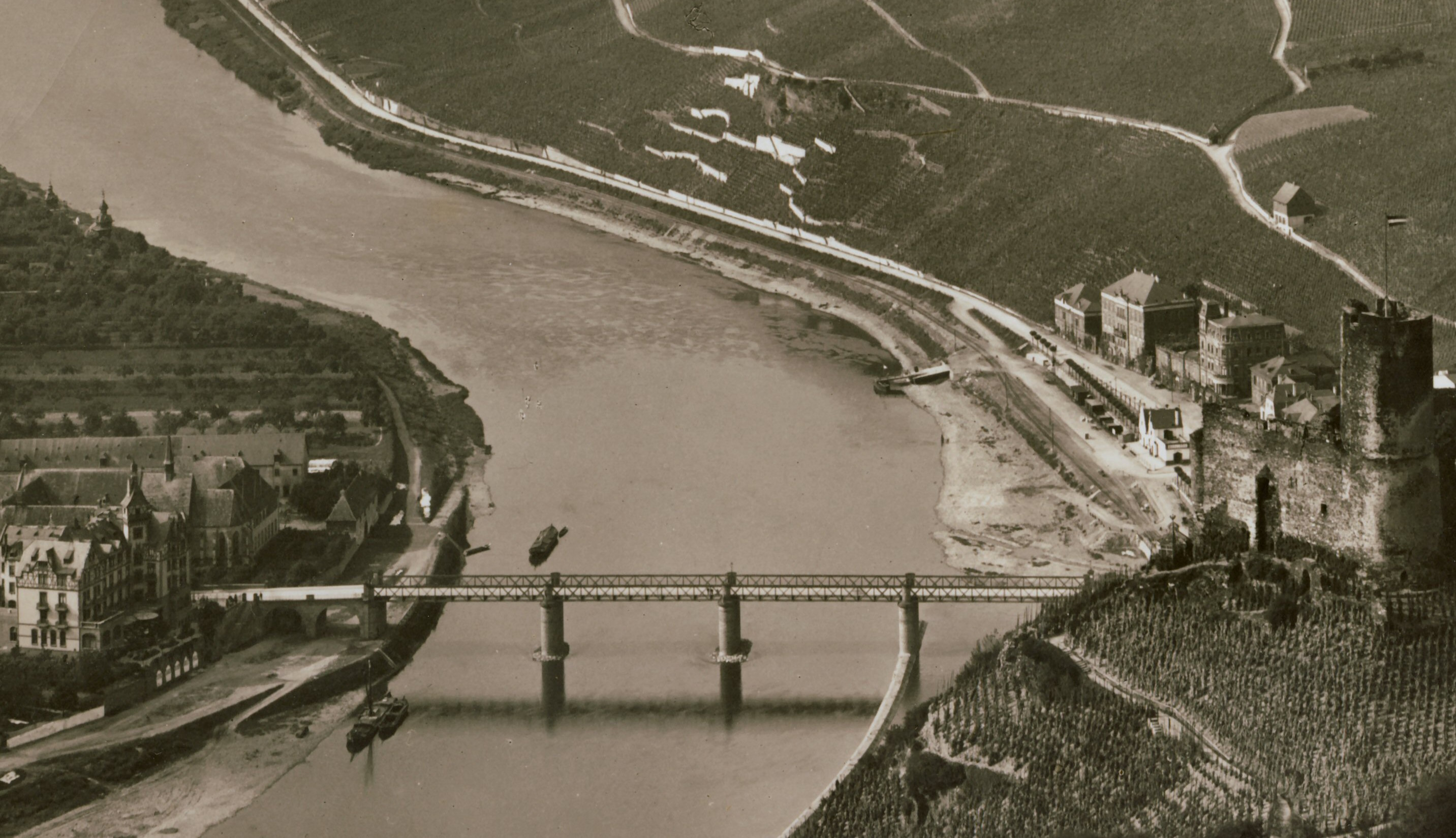
Die erste Straßenbrücke von 1874 in einer Fotografie die zwischen 1905 und 1908 vom nahegelegenen Olymp (415 m ü. M.) aus aufgenommen wurde.

Die erste Straßenbrücke zwischen den Orten Bernkastel und Kues war eine eiserne Fachwerkbalkenbrücke. Sie war die erste feste Moselbrücke unterhalb von Trier und ersetzte eine Gierseilfähre, die als sogenannte Gierbrücke oder auch fliegende Brücke bezeichnet wurde. Auf Betreiben des preußischen Militärs wurde im Februar 1871, gegen Ende des Deutsch-Französischen Kriegs, der Bau vom deutschen Kaiser beschlossen, um die Truppen auf der strategisch wichtigen Strecke von Bingen über Bernkastel bis zur Westgrenze bei Trier schneller verlegen zu können. Die geographisch statistische Abteilung vom Großen Generalstab berichtete zur Einweihung: 

„Am 22. November 1874 ist die neue Moselbrücke bei Bernkastel eingeweiht worden. Sie hat, nach der „Cobl. Ztg.“, 5 (2 Land-, 3 Wasser-) Pfeiler mit einer Spannung von je 108 Fuss (d.h. 33,91 m) und trägt eine Eisenbedachung von ca. 8000 Ctr. (d.h. 411,6 Tonnen). Begonnen wurde der Bau im Juni 1872 durch den Bauinspector Schoenenbrodt, beendigt durch Kreisbaumeister Freudenberg. Bei der Probe auf die Tragfähigkeit der Brücke senkte sie sich 17 Millimeter, also 2 Millimeter weniger, als die Techniker gestatten.“

Die Breite dieser Brücke betrug 8,5 m, aufgeteilt in eine Fahrbahn mit 6 m und zwei Fußwege mit zusammen 2,5 m. Die Fahrbahn war befestigt über einer Unterlage von Zornseisen und die Fußwege hatten einen Holzbelag. Die Überfahrt war beschränkt für Fahrzeuge bis 3,75 Tonnen, mit Ladung 7,75 Tonnen. Das Projekt war mit Baukosten von 203.000 Thaler geplant, die im Wesentlichen vom preußischen Staat bezahlt wurden. Die Stadtgemeinde Bernkastel musste davon etwa 20.000 Thaler übernehmen. Die Eisenteile der Fachwerkkonstruktion wurden von der Gutehoffnungshütte hergestellt und montiert.

### Zweite Brücke: Erneuerung 1933
Im 20. Jahrhundert entsprach die Brücke bald nicht mehr den gewachsenen Verkehrsanforderungen. Der Oberbau war für die steigenden Frachtlasten nicht mehr massiv genug. Schon ab 1910 wurde verfügt: „Fuhrwerke und Reiter dürfen nur mehr im Schritt übersetzen, Marschkolonnen ohne Tritt.“ Ein Erneuerungsprojekt war daher schon länger angedacht, aber insbesondere aus finanziellen Gründen immer wieder aufgeschoben worden. Im April 1933 setzte die neue NS-Regierung in der deutschen Politik andere Prioritäten und ging das Vorhaben, die wichtige Verbindung zur Westgrenze mit einer für das Militär tauglichen Brücke auszustatten, beschleunigt an. Es wurde ein sogenanntes Sofortprogramm aufgestellt, mit dem in sieben Monaten, mit 15.000 Tagewerken von 100 Arbeitern, für insgesamt 375.000 Reichsmark die Brücke umgebaut werden sollte.
Dazu wurde der alte Brückenaufbau seitlich auf im Flussbett errichtete Holzböcke verschoben und diente während der Bauarbeiten als Behelfsbrücke. Der mittlere Brückenpfeiler, der für die Schifffahrt störend gewesen war, wurde entfernt. Dann konnte die neue breitere Stahlkonstruktion auf den verbliebenen Pfeilern aufgebaut werden, mit zwei Fahrbahnen zu je 3 m Breite. Am 13. Dezember 1933 wurde die Brücke in Anwesenheit von Hermann Göring, damals unter anderem preußischer Ministerpräsident, eingeweiht. Drei Tage später wurde sie für den Verkehr freigegeben und erhielt den Namen „Hermann-Göring-Brücke“.
In den Tagen vom 10. bis 12. März 1945 wurden alle Moselbrücken im Bereich Bernkastel, also auch in Piesport, Niederemmel, Wehlen und Zeltingen von den sich zurückziehenden deutschen Truppen gesprengt mit der Absicht vorrückende US-Truppen am linken Moselufer aufzuhalten. Die Bernkasteler Brücke, die bis dahin den Krieg unbeschadet überstanden hatte, wurde am 11. März gesprengt. Drei Tage nach dieser sinnlosen Aktion erreichte die US-Armee das Kueser Ufer und setzte am 19. März über eine mitgeführte Pontonbrücke, die neben der zerstörten Brücke aufgebaut wurde nach Bernkastel über.

### Dritte Brücke: Wiederaufbau 1947 und 1954
Ab April 1947 konnte die Brücke wieder aufgebaut werden. Allerdings genehmigte die zuständige französische Militärregierung wegen Personal- und Materialmangel nur den Bau von einer Hälfte mit einer 3 m breiten Fahrbahn und einem einseitigen 2 m breiten Gehsteig. Die Kosten beliefen sich auf 750.354,88 Reichsmark. Am 5. Oktober 1947 konnte die neue halbe Brücke eingeweiht werden. Die zweite Hälfte wurde ab 1953 angebaut und am 8. April 1954 ohne Einweihungsfeier für den Verkehr freigegeben. Ein Vorschlag aus der Lokalpresse zur Namensgebung „Nikolaus-Cusanus-Brücke“ wurde nicht aufgegriffen.

### Vierte Brücke: Neubau 1995
Ende der 1980er Jahre erwies sich die Nachkriegs-Brücke als schadhaft. 1987 wurde die Lastbeschränkung für Fahrzeuge auf 6 Tonnen Gesamtgewicht begrenzt, mit einer Ausnahme für Busse die mit insgesamt 12 Tonnen darüber fahren durften. 1993 wurde mit dem Neubau begonnen. Neben der alten Brücke, die während der Bauarbeiten in Betrieb blieb, wurde auf Behelfspfeilern eine 3200 Tonnen schwere Stahlverbundbrücke montiert. Nach Abriss der alten Brücke erfolgte die Sanierung der beiden verbliebenen Flusspfeiler, sowie der Bogenvorlandbrücken und der Widerlager. Zum Abschluss wurde die neue Brücke auf die Pfeiler verschoben. Nach zweieinhalbjähriger Bauzeit konnte sie am 18. August 1995 für den Verkehr freigegeben werden.